# Eois insueta
Eois insueta là một loài bướm đêm trong họ Geometridae.